# 군북역
군북역(Gunbuk station, 郡北驛)은 경상남도 함안군 군북면에 위치한 경전선의 철도역이다. 1일 12회의 여객 열차가 정차한다. 경전선의 복선전철화 이설 공사가 완료된 2012년 10월 23일 1km가량 남쪽으로 역사를 이전하였다. 구 역사(함안군 군북면 지두2길 48-1/50)는 한때 병원으로 쓰였으나, 2020년경 철거 된 후 그 부지는 대암 이태준 기념관으로 사용 중이다.

## 연혁
- 1923년 6월 1일 : 역사 신축 착공
- 1923년 12월 1일 : 보통역으로 영업 개시, 역사 신축 준공[2]
- 1952년 12월 1일 : 평촌역 관리지정
- 1990년 1월 1일 : 소화물 취급 중지[3]
- 1997년 12월 30일 : 역사 신축 준공
- 2005년 9월 30일 : 화물 취급 중지
- 2012년 10월 23일 : 경전선 마산-진주 복선 전철화(비전철)에 따라 역사를 덕대리에서 동촌리로 이전
- 2012년 12월 5일 : 경전선 복선 전철화 개통
- 2015년 7월 20일 : 무배치간이역이 됨[4]

## 역 구조
승강장은 2면 4선의 쌍섬식 승강장으로 운용된다.

### 승강장
| ↑함안           |
| １２ \| ３４ \| |
| 반성↓           |

| 1 | 경전선 | 무궁화호 | 사용하지 않음                      |
| 2 | 경전선 | 무궁화호 | 부전 · 동대구 방면                 |
| 3 | 경전선 | 무궁화호 | 진주 · 순천 · 목포 · 광주송정 방면 |
| 4 | 경전선 | 무궁화호 | 사용하지 않음                      |

## 사진

대합실
개찰구
매표소
승강장
1번출입구
2번출입구
3번출입구
4번출입구
역사 (광장반대측)
구 역사 (광장측)
구 역사 (선로측)
구 승강장 (삼랑진 방면)
구 승강장 (광주송정 방면)
구 역명판

## 인접한 역
| 경전선                     | 경전선          | 경전선                   |
| -------------------------- | --------------- | ------------------------ |
| 함안 부전 방면 동대구 방면 | 무궁화호 경전선 | 반성 목포 방면 진주 방면 |